# 海軍石垣島南飛行場

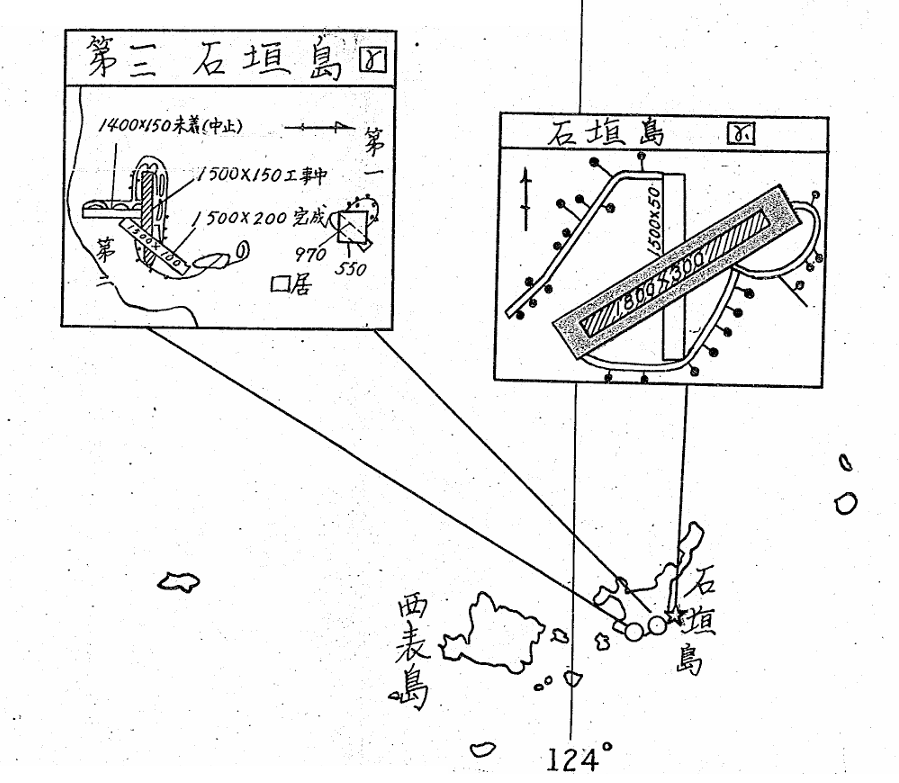
(図1) 日本海軍第三航空艦隊司令部「南西諸島航空基地一覧図」(昭和19・11) から。平得飛行場は左端。

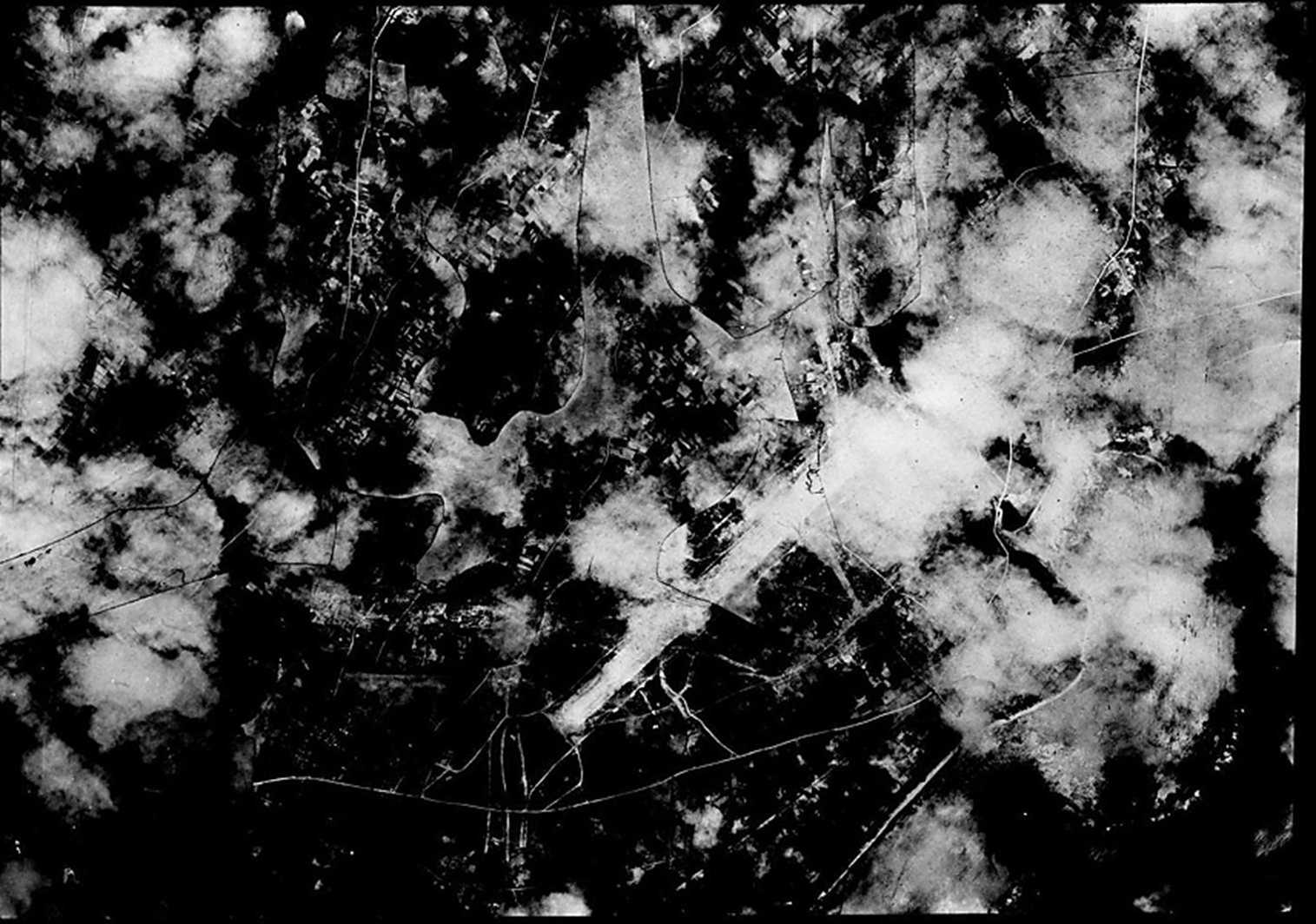
第20爆撃軍ターゲットマップに掲載された空中写真。

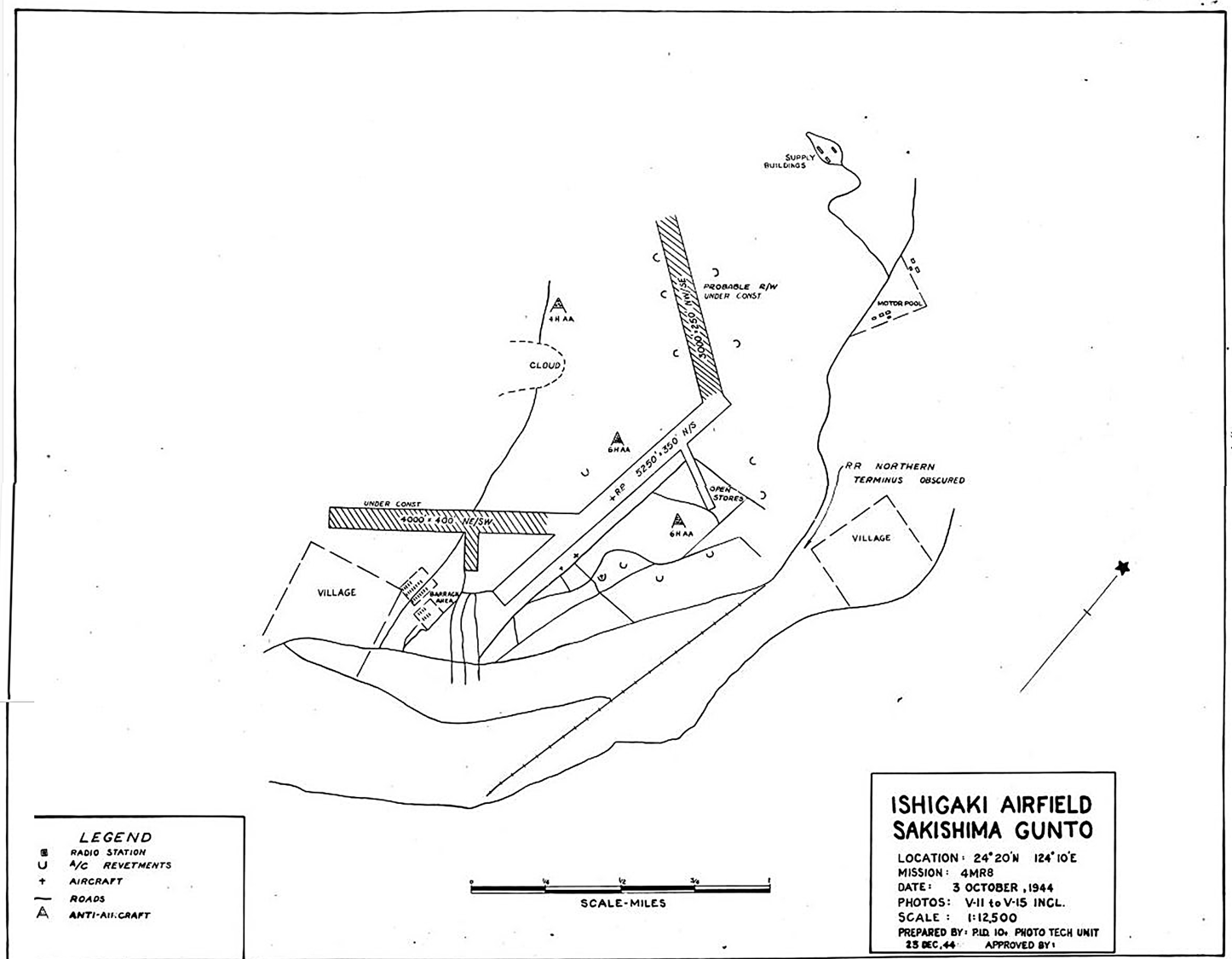
(図2) 米軍が1944年10月3日撮影の空中写真で解析した石垣島南飛行場のターゲットマップ (12月23日に米陸軍第20爆撃軍に提供されたもの)。

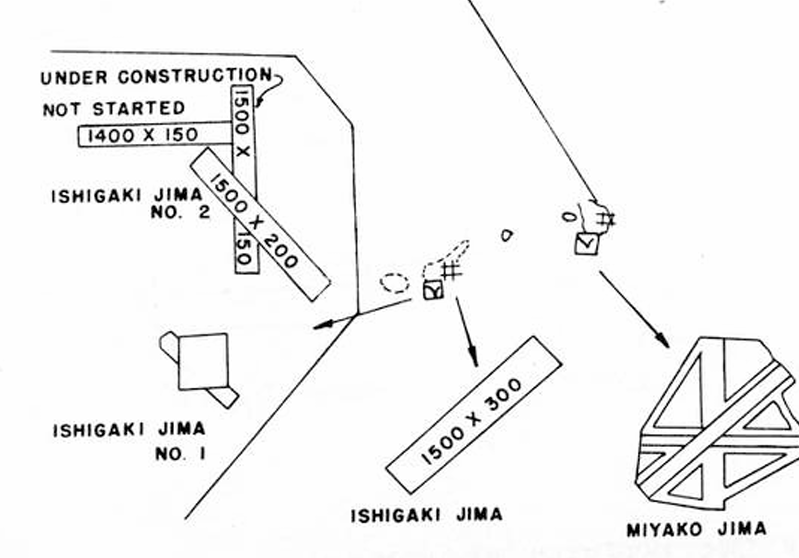
(図3) 米軍が4月に沖縄本島で鹵獲した日本海軍資料を米海軍が翻訳した資料の一部。

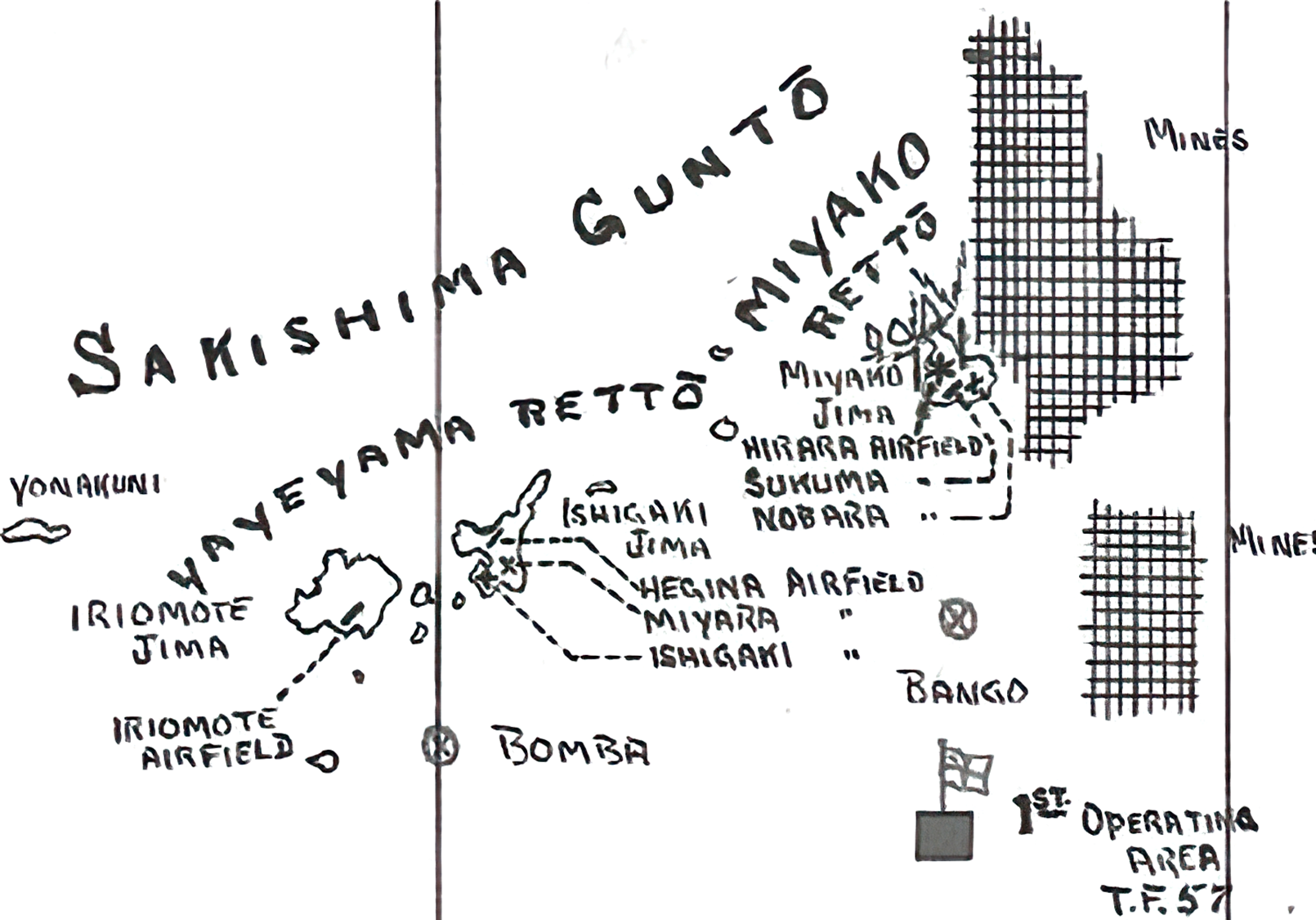
(図4) 英国太平洋艦隊は1945年3月15日に米国第5艦隊に加わり、第57任務部隊(タスクフォース57)に任じられた。TF57は沖縄侵攻作戦「アイスバーグ」の一環として3月27日から空爆を開始した。

海軍石垣島南飛行場 (かいぐんいしがきじまみなみひこうじょう) は、旧日本軍が沖縄県の石垣島に建設した3つの飛行場のうちの一つで、当時の大浜村と石垣町平得にまたがる広大な地域に計画された海軍飛行場で「平得飛行場」あるいは「大浜飛行場」ともよばれた。

## 石垣島の日本軍飛行場
1933年、石垣島に海軍の小型飛行機用ヘーギナ飛行場（大浜村平喜名）が先に建設されており、1943年に大浜村と石垣町平得に海軍南飛行場が計画された。そのため南飛行場は平得飛行場、あるいは大浜飛行場とも呼ばれる。ヘーギナ飛行場は北飛行場と改名された。白保には陸軍の石垣島飛行場が建設された。さらに1945年には特攻機用の宮良秘匿飛行場（陸軍）を建設している。秘匿飛行場を入れると、石垣島の飛行場建設は4カ所で合計6本の滑走路になる。しかし、宮古島の三カ所の飛行場と同様、英米の連合軍による先島群島の徹底的な封じ込めのため、ほとんど本来の機能を果たすことはできなかった。
| 沖縄の旧日本軍施設 |                                              |                                    |  |
| 13                 | 海軍石垣島南飛行場（平得飛行場・大浜飛行場） | （旧）石垣空港                     |  |
| 14                 | 海軍石垣島北飛行場（ヘーギナ飛行場）         | 国際農林水産業研究センター沖縄支所 |  |
| 15                 | 陸軍石垣島飛行場（白保飛行場）               |                                    |  |

## 海軍石垣島南飛行場
1942年6月、ミッドウェー海戦の惨敗で多くの航空母艦を失った日本海軍は、南西諸島の各所に飛行場を建設し、(空母のかわりに) 島を拠点として航空作戦を展開する「浮沈空母」構想を重視した。同月、佐世保海軍施設部は石垣島に海軍飛行場の建設を指令した。
1944年10月付の日本海軍第三航空艦隊司令部「南西諸島航空基地一覧図」(図1) は、南飛行場の進展状況を次のように記している。なお、この資料は米軍が4月に沖縄島で鹵獲し、米海軍が翻訳した資料 (図3) と同一のものと考えられる。
- 主滑走路 1500x200 完成
- 副滑走路 1500x150 工事中
- 副滑走路 1400x150 未着 (中止)

米軍が1944年10月3日に撮影の空中写真を解析したターゲットマップ (図2) では、建設中の副滑走路の位置が大きく異なっている。

### 用地の接収と徴用
1943年9月頃、海軍の新飛行場建設のため、大浜村と石垣町平得にかけて382筆747,127平方メートルという広範囲な用地接収が開始された。接収に当たっては機密事項とされ、軍の指示で書類が作成され、一方的に通告をうけた住民は動揺した。土地代金等は134人の地主に2割が現金、8割は強制預金の証書で支払われた。
1944年1月8日、佐世保鎮守府から「航空基地整備要領」が命令され、海軍南飛行場の新規工事が北飛行場の拡張工事と並行して始められた。1944年7月7日にサイパン島が陥落すると、大本営は「陸海軍爾後ノ作戦指導大綱」を策定し、南西諸島方面の各飛行場建設を急がせた。作業は住民や朝鮮人軍夫を含め昼夜兼行で進められ、8月下旬には50x2,000mの主滑走路が完成し、つづいて補助滑走路や誘導路と掩体施設（駐機場）などが続いた。建設には本土の原田組が当たり、地元の住民が大勢徴用されるだけではなく、朝鮮人軍夫も百人ほど送り込まれたという。八重山中学校では鉄血勤皇隊が組織され、先生に引率されて、連日、工事現場に動員された。
老若男女問わず周辺の小浜島などからも建設に徴用されるが、原田組の監督の厳しさは、小さなおにぎりで「牛馬のように」こき使い、少しでも時間に遅れると「めったうちに殴る」という厳しいものだった。このようにして住民は連続して飛行場建設に徴用された。

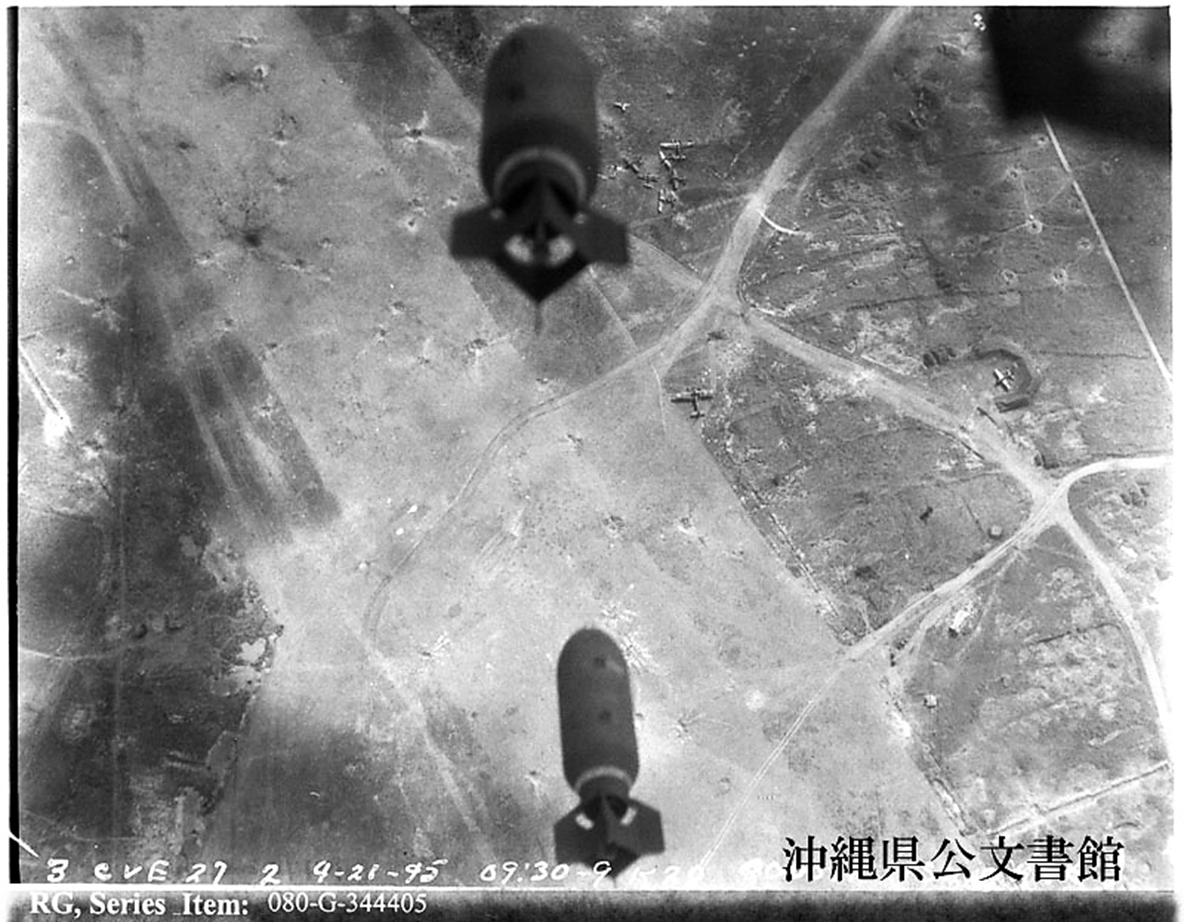
米海軍護衛空母スワニーの艦載機が石垣島南飛行場の主滑走路の南東部分を爆撃する。拡大するとクレーターだらけの滑走路と掩体壕などが確認できる。4月16日

### 空爆と機銃掃射
1944年10月12日、空爆と機銃掃射を受ける。飛行場建設に動員された住民は機銃掃射にあう。
1945年1月1日午前10時頃から飛行場への空爆があり、その後ほとんど連日昼夜とわず艦載機が来襲し、夜間は午前2時頃にやってきた。3月に入ると、飛行場だけではなく、平得、真栄里、大浜、宮良、 白保などの民間地への爆撃も始まり、6月にはもっとも熾烈を極めたが8月12日を最後に空襲が亡くなった。飛行場に近接した地域には機銃掃射が多く、また爆撃、焼夷弾攻撃も行われた。こうした激しい爆撃と日本軍の疎開命令で、多くの住民がマラリア有病地に移動、空襲が終わるころには、マラリアが猛威を振るい住民を襲うようになる (戦争マラリア) 。
1945年3月15日からは米海軍に加わり、英国太平洋艦隊が先島群島の封じ込めに加わる。

## 出撃記録
不明。

## 戦後

### 旧・石垣空港 (1956-2013)
日本軍によって接収された南飛行場の747,127平方メートルのうち、国有地化された面積は、2001年現在336,000平方メートルであり、一部を除いて石垣空港として利用され、それ以外の土地に関しては、1950年頃から旧地主らが米国民政府に借地料を払って農地として利用した。1986年から1987年に旧地主や耕作者に対しての払い下げが行われた。

### 跡地の再開発
2013年3月7日、白保地区に新石垣空港（現名称：石垣空港）が開港し、旧石垣空港の供用が廃止されると、跡地の再開発がすすめられた。2013年の台風で被害を受けた沖縄県立八重山病院が跡地に移転、数多くの不発弾を撤去しながら2018年10月に完成した。2014年7月1日、石垣市消防本部・消防署が旧第11管区海上保安本部石垣航空基地庁舎を新庁舎として改修し移転した。新消防庁舎は旧庁舎の2倍の面積となり、海上保安本部石垣航空基地の格納庫を再利用している。また石垣市役所の新庁舎が建設され、2021年11月に完成した。

## 参考項目
沖縄戦 > 沖縄の日本軍施設